# Serviço Aéreo do Exército dos Estados Unidos

Insígnia do Serviço Aéreo

O Serviço Aéreo do Exército dos Estados Unidos, (do inglês United States Army Air Service - USAAS), também conhecido como Serviço Aéreo dos Estados Unidos, ou depois do seu estabelecimento legal em 1920, simplesmente Serviço Aéreo, foi um precursor da Força Aérea dos Estados Unidos durante e depois da Primeira Guerra Mundial. 

## Histórico

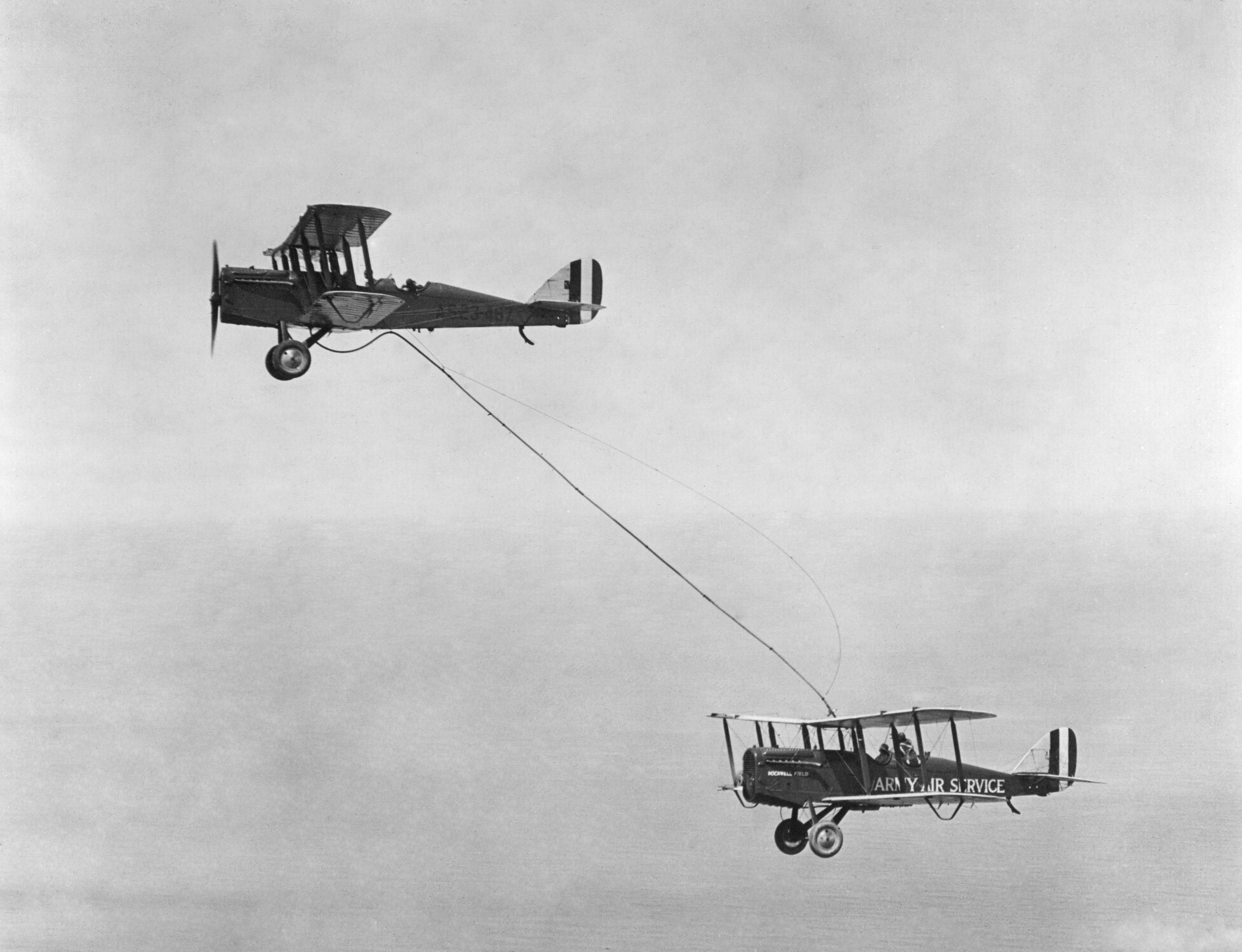
Duas aeronaves do Serviço Aéreo do Exército realizando o primeiro reabastecimento em voo, 27 de junho de 1923.

O Serviço Aéreo foi criado como um ramo independente e temporário do Departamento de Guerra por dois decretos do Presidente Woodrow Wilson: um em 24 de maio de 1918, substituindo a Seção de Aviação do Signal Corps como "força aérea" nacional; e outro em 19 de março de 1919, estabelecendo um Diretor militar do Serviço Aéreo para controlar todas as atividades da aviação. A sua existência foi estendida por mais um ano em julho de 1919, quando o Congresso aprovou a legislação necessária para fazer dele uma organização permanente. O National Defense Act de 1920, atribuiu ao Serviço Aéreo o status de "Arma de Combate" do Exército, com um major-general no comando.
Na França, o Serviço Aéreo das Forças Expedicionárias Americanas iniciaram as operações de combate na primavera de 1918. Ao final da Guerra, o Serviço Aéreo tinha usado 45 esquadrões para cobrir 137 km de frente de batalha, de Pont-à-Mousson a Sedan. Foram creditados a 71 pilotos do Serviço, o abate de cinco ou mais aviões alemães. No geral, o Serviço Aéreo destruiu 756 aviões e 76 balões em combate. Dezessete regimentos de balão também operaram na frente de batalha, realizando 1.642 ascensões de combate. 289 aviões e 48 balões foram perdidos na campanha.
O Serviço Aéreo foi a primeira forma de "força aérea" a ter uma estrutura organizacional e identidade independentes. Apesar de seus oficiais manterem patentes de outros ramos, depois de maio de 1918, a sua designação em correspondências oficiais quando designados para a aviação mudou de "ASSC" (Aviation Section, Signal Corps) para  "AS, USA" (Air Service, United States Army). Depois de 1 de julho de 1920, todos passaram a ser considerados membros do ramo Serviço Aéreo, recebendo novas patentes. 
Durante a Guerra, as responsabilidades sobre o Serviço Aéreo foram divididas entre duas agências coordenadoras: o Departamento de Aeronáutica Militar (DMA) e o Birô de Produção de Aeronaves (BAP), cada uma se reportando diretamente ao Secretário de Guerra, criando um comando dividido sobre a aviação militar, dificultando o seu gerenciamento e controle.
Os sete anos de história do Serviço Aéreo no pós-guerra foram marcados por um longo debate entre os que apoiavam o "poder aéreo" e os que apoiavam os serviços militares tradicionais sobre as vantagens de uma "Força Aérea" independente. Aviadores como o Brigadeiro Billy Mitchell apoiavam o conceito. A liderança do exército da Primeira Guerra Mundial, a Marinha, e a maioria dos líderes políticos eram favoráveis a integrar a aviação militar ao exército e à marinha já existentes, e ainda contaram com a onda de pacifismo depois da Guerra que reduziu drasticamente o orçamento militar. O Serviço Aéreo foi redesignado como Corpo Aéreo do Exército em 1926.

## Evolução da Força Aérea dos Estados Unidos
- Divisão Aeronáutica do Signal Corps (1 de agosto de 1907 – 18 de julho de 1914)
- Seção de Aviação do Signal Corps (18 de julho de 1914 – 20 de maio de 1918)
- Divisão de Aeronáutica Militar (20 de maio de 1918 – 24 de maio de 1918)
- Serviço Aéreo do Exército dos Estados Unidos (24 de maio de 1918 – 2 de julho de 1926)
- Corpo Aéreo do Exército dos Estados Unidos (2 de julho de 1926 – 20 de junho de 1941)
- Forças Aéreas do Exército dos Estados Unidos (20 de junho de 1941 – 18 de setembro de 1947)
- Força Aérea dos Estados Unidos (18 de setembro de 1947 – presente)